# U-64 (1939)
U-64 – niemiecki okręt podwodny (U-Boot) typu IX B z okresu II wojny światowej. Okręt został zamówiony przez Kriegsmarine 16 lipca 1937 roku w ramach niemieckiego planu rozbudowy floty znanego jako plan Z. Stępkę jednostki położono w stoczni AG Weser w Bremie 15 grudnia 1938 roku. Zwodowano go 20 września, a wcielono do służby 16 grudnia 1939 roku. Pierwszym dowódcą został Kapitänleutnant Georg-Wilhelm Schulz.
U-64 miał bardzo krótką służbę – odbył zaledwie jeden, ośmiodniowy patrol i nie osiągnął żadnych sukcesów. 13 kwietnia 1940 roku, w trakcie walk w Norwegii, został wykryty przez załogę brytyjskiego wodnosamolotu Fairey Swordfish z pancernika „Warspite” i zatopiony w wyniku ataku bombowego. Ośmiu członków jego załogi zginęło.

## Zamówienie i budowa
W czerwcu 1937 roku dowództwo Kriegsmarine zatwierdziło plan kolejnej rozbudowy U-Bootwaffe, jako element realizacji planu Z. Jedną z jego pozycji były dwa okręty typu IXB: U-64 i U-65. Zamówienie na ten pierwszy złożono 16 lipca 1937 roku w stoczni AG Weser w Bremie, należącej do koncernu Deschimag, zaś budowę rozpoczęto 15 grudnia 1938 roku. Otrzymała ona numer stoczniowy 952.
U-64 został zwodowany 20 września 1939 roku, a do służby w Kriegsmarine przekazano go 16 grudnia tegoż roku. Pierwszym (i jedynym w historii okrętu) dowódcą został Kapitänleutnant Georg-Wilhelm Schulz, doświadczony oficer o dużej praktyce morskiej.

## Charakterystyka taktyczno-techniczna
U-64 należał do oceanicznego typu IXB. Jego wyporność konstrukcyjna na powierzchni wynosiła 1051 ton, w zanurzeniu 1178 ton (maksymalna bojowa 1430 ton). Miał długość całkowitą 76,5 m, szerokość maksymalną 6,76 m, długość i szerokość kadłuba sztywnego odpowiednio 58,75 oraz 4,4 m. Wyliczeniowa maksymalna głębokość zanurzenia wynosiła 200 m, czas zanurzenia do głębokości peryskopowej około 35 sekund. Okręt posiadał trzy peryskopy.
Napęd stanowiły dwa czterosuwowe, dziewięciocylindrowe silniki wysokoprężne M 9 V 40/46 firmy MAN, o stałej mocy maksymalnej po 2200 KM przy 470 obrotach na minutę (z doładowaniem po 2500 KM przy 490 obrotach przez maksymalnie 30 minut) oraz dwa silniki elektryczne SSW G U 345/34, o mocy maksymalnej po 500 KM przy 275 obrotach na minutę. Poruszały one dwie trójłopatowe śruby, wykonane ze stopu mosiądzu, o średnicy 1,92 m. Prędkość maksymalna na powierzchni wynosiła 18,2 węzła, w zanurzeniu 7,3 węzła, zasięg maksymalny odpowiednio 12 000 mil morskich przy 10 węzłach i 165 tonach zapasu paliwa oraz 64 mile morskie przy 4 węzłach.
Uzbrojenie torpedowe okrętu stanowiło sześć wyrzutni torpedowych kal. 533 mm, cztery dziobowe oraz dwie rufowe. Całkowity zapas torped wynosił 22 sztuki, przy czym 12 z nich było przewożonych w wodoszczelnych i ciśnienioodpornych pojemnikach na pokładzie. Zamiast torped można było zabrać 44 miny morskie typu TMA bądź 66 typu TMB. Uzbrojenie artyleryjskie składało się z działa kal. 105 mm SK L/45 z zapasem 180 pocisków, działa przeciwlotniczego kal. 37 mm z zapasem 2625 pocisków oraz działka przeciwlotniczego kal. 20 mm z zapasem 4250 pocisków. Etatowa załoga składała się z czterech oficerów oraz 44 podoficerów i marynarzy. W rejsie bojowym w kwietniu 1940 roku składała się z 46 osób.

## Służba operacyjna
Po wejściu do służby U-64 został wysłany do Kilonii, gdzie miał przejść próby i szkolenia na Bałtyku. Były one utrudnione przez silne zimowe sztormy i mrozy. Od początku marca wszedł w skład frontowej 2. Flotylli U-Bootów, stacjonującej w Wilhelmshaven. 6 kwietnia 1940 roku opuścił bazę, wypływając na swój jedyny patrol bojowy na Morze Północne i do brzegów Norwegii. W pierwszych dniach rejsu miał eskortować krążownik pomocniczy „Orion”, płynący prowadzić działania rajderskie na Atlantyku. 9 kwietnia dowódca U-64 otrzymał zakodowany rozkaz, zgodnie z którym miał płynąć ku brzegom Norwegii i zająć pozycję w rejonie Narwiku, dla wsparcia rozpoczynającej się inwazji na ten kraj.
U wejścia do fiordu West U-64 podjął nieudaną próbę ataku na brytyjski niszczyciel, ale został wykryty i zmuszony do zejścia na głębokość ponad 80 metrów. Podczas następnej próby ataku na brytyjskie jednostki patrolujące rejon fiordu obie wystrzelone torpedy eksplodowały przedwcześnie. Wykonywanie kolejnych uników w wąskich wodach fiordu wyczerpało baterie akumulatorów, dlatego gdy po odpłynięciu kontratakujących Brytyjczyków U-64 wypłynął na powierzchnię, był chwilowo niezdolny do ponownego zanurzenia. Eskortowany przez U-25 wpłynął do portu w Narwiku. Tam otrzymał dalsze rozkazy i przetrwał brytyjski nalot. Po osiągnięciu pełnej sprawności opuścił port z zadaniem atakowania wszelkich nieprzyjacielskich jednostek zmierzających w głąb fiordu. 13 kwietnia wpłynął do Herjangsfiordu, jednej z odnóg fiordu Ofot, prowadzącego do Narwiku.
Tego samego dnia Royal Navy rozpoczęła operację mającą na celu zniszczenie operujących w Narviku i okolicach niemieckich niszczycieli komodora Friedricha Bonte. W głąb Ofotfiordu wpłynął silny zespół złożony z pancernika „Warspite” i dziewięciu niszczycieli. Dla rozpoznania sytuacji w wąskim fiordzie z pancernika katapultowano wodnosamolot Fairey Swordfish z załogą w składzie: Lt Cdr W.L.M. Brown (dowódca i obserwator), P/O F.C. Rice (pilot) i L/A M.G. Pacey (strzelec-radiotelegrafista). Wykryli oni pozostającego w wynurzeniu U-64 kotwiczącego w Herjangsfiordzie w pobliżu portu Bjerkvik i przeprowadzili nalot. Zrzucili na cel dwie bomby do zwalczania okrętów podwodnych o wagomiarze po 100 funtów (ok. 45 kg) każda (według innego źródła U-64 został zatopiony bombą 350-funtową i ostrzelany z broni maszynowej). Atak okazał się skuteczny – niemiecka jednostka zatonęła, pociągając za sobą ośmiu (według innych źródeł 12) członków załogi. Był to pierwszy U-Boot zatopiony podczas II wojny światowej przez samolot Fleet Air Arm. Pozostałych 38 (36) marynarzy z załogi okrętu dotarło do pobliskiego brzegu, gdzie dołączyli do walczących w rejonie niemieckich strzelców górskich. Wzięli oni udział w walkach o Troldvik w składzie 139. pułku. Gdy później sformowano z nich załogę U-124, na pamiątkę wspólnych działań przyjęli jako swoje godło wyróżniający oddziały górskie emblemat z kwiatem szarotki.
W sierpniu 1957 roku wrak U-64 został podniesiony z dna w celu złomowania, jednak zatonął na holu u wybrzeży norweskich.